# オードレ・アズレ
オードレ・アズレ（仏: Audrey Azoulay、1972年8月4日 - ）は、フランスの政治家、官僚、国際連合職員である。
2016年から2017年にかけてフランス文化省大臣を務めた。2017年10月13日、国際連合教育科学文化機関（UNESCO）の事務局長に指名され、同年11月15日から同事務局長を務めている。エジプトの文化遺産保護を視察するなど現場を見つめている。

## 来歴
パリ近郊ラ・セル・サン・クルー生まれ。家系はモロッコ王国のエッサウィラに居住していたユダヤ系である。父親はモロッコ王のムハマンド6世のアドバイザーであるアンドレ・アズレである。本人は「超左翼的環境で育った」「パレスチナ問題に政治的関心がある」ことを明言している。
経営学の修士号をパリ第9大学、MBAをランカスター大学（1993年）において取得。続いて、パリ政治学院（1996年）、フランス国立行政学院（1998年-2000年、 “Averroès” graduation）を修了。
2006年にフランス映画庁（仏: Centre national du cinéma et de l'image animée, 英: National Center of Cinematography and the moving image - CNC）に加わり、マルチメディア部門副局長、最高法務・財務責任者、次官としてキャリアを積み映画映像産業の支援と作品の保護、補修を法制化し予算をつける。2014年に大統領の文化行政の相談役に就任、2016年2月11日からフルール・ペルランの後を継いで第2次ヴァルス内閣、カズヌーヴ内閣においてフランス文化省大臣を務めた。その就任期間、文化省の予算を6.6%増やし、2017年には総予算を29億ユーロ - 芸術関連予算としては史上最高額を計上するに至った。
また、アズレの尽力によってArchives of Women Artists, Research and Exhibitions（AWARE）はフランスで初めて女性のための現代芸術賞を立ち上げている。非常勤で働く芸術家の生活保護を法制化し、2016年に取り組んだ「21世紀の美術館博物館」構想により美術館博物館がフランスの市民教育に占める役割を示して予算化、義務教育期間に授業で芸術と文化に触れる「Création en cours」プログラムと、遠隔地ならびに文化施設の少ない地域の市民に向けた普及活動「Microfolies」を推進する。さらにデジタルメディアを含む作家の著作権保護について提議すると、フランス憲法の条文に明記された。

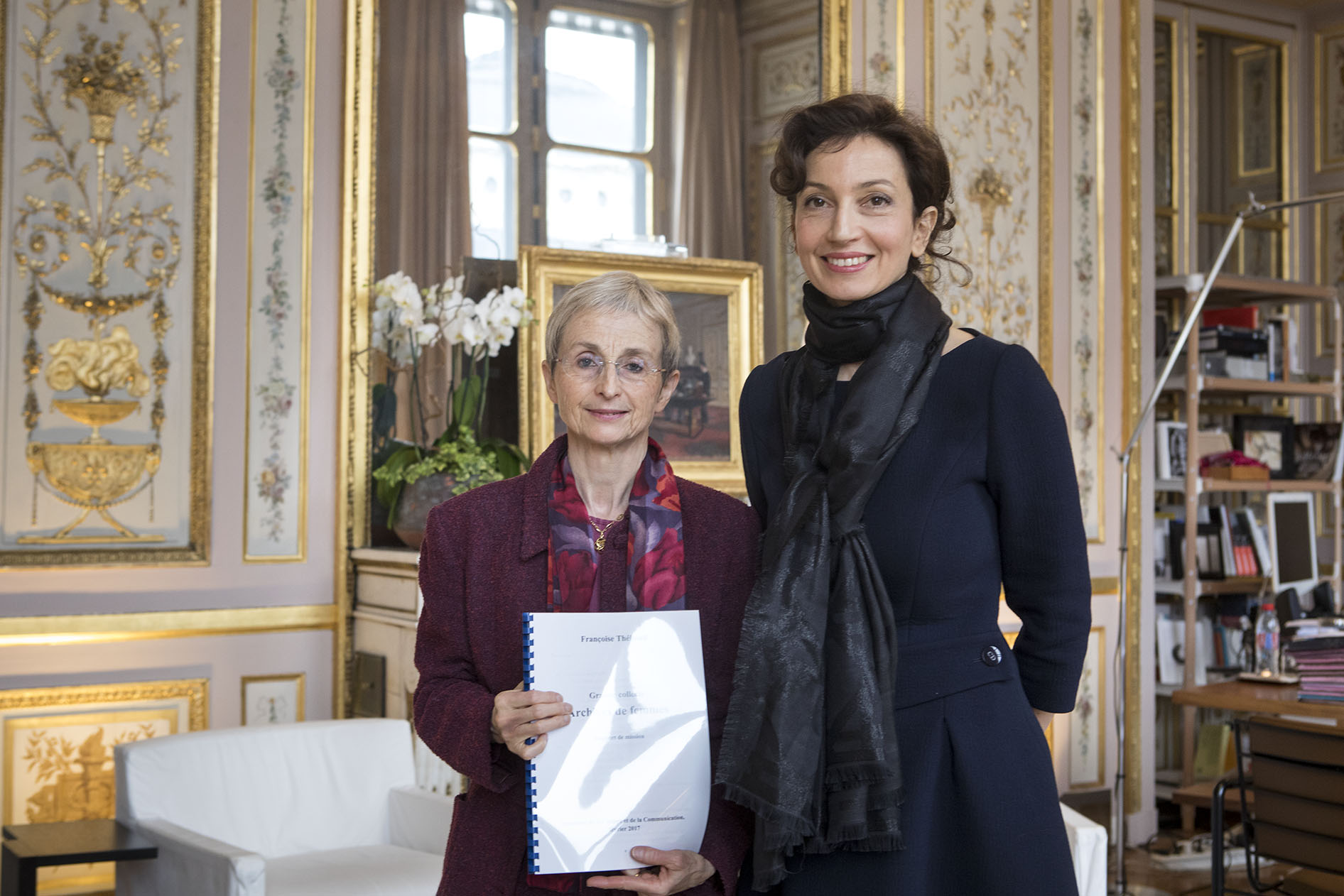
歴史家のフランソワーズ・テボーとアズレ（2017年3月8日）

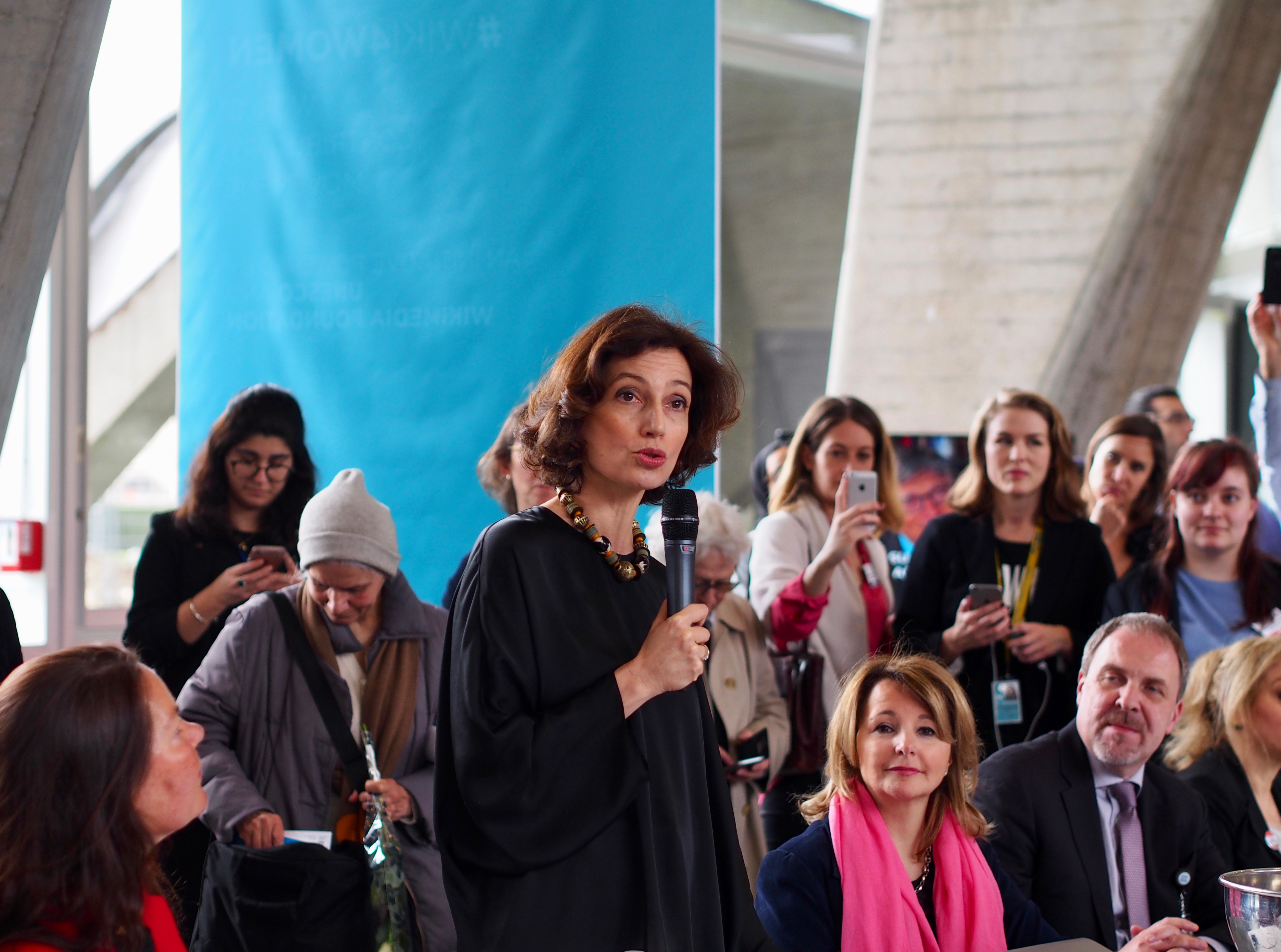
国際女性デーのイベントにて（2018年3月8日）

国際的には2016年5月26日、東京においてルーブル美術館長の声明を支持、同年12月にアブダビでフランスとユネスコおよびUAEによる紛争地域における文化遺産保護会議（英: International Conference on Safeguarding Endangered Cultural Heritage）の開催と共同声明の草案に遺産の保護修復の基金提言を盛り込むよう尽力すると、2017年3月に初開催となったG7文化相会議では文化遺産の破壊に強く抗議する｢フィレンツェ宣言」をまとめ上げている。2017年3月24日には国連安保理に戦闘地域における文化財保護についての決議草案2347号を提出し、フランス、イタリア、ユネスコの主導によって満場一致で可決され、基金が発足した。
2017年にはユネスコ事務局長職に立候補し、10月に4度の投票を経て選出された。11月10日には第36回国連総会にてユネスコ事務局長の指名承認を受け、同月15日から就任の運びとなった。2021年11月9日のユネスコ総会にて事務局長再任が賛成多数で可決された。